# Аппер-Демерара-Бербис
Аппер-Демерара-Бербис (англ. Upper Demerara-Berbice) — регион в Гайане. Административный центр — город Линден.
На севере Аппер-Демерара-Бербис граничит с регионами Эссекибо-Айлендс-Уэст-Демерара, Демерара-Махайка и Махайка-Бербис, на востоке с регионом Ист-Бербис-Корентайн, на западе с регионами Потаро-Сипаруни и Куюни-Мазаруни.

## Население
Правительство Гайаны проводило три официальных переписи, начиная с административных реформ 1980 года: в 1980, 1991 и 2002 годах. В 2012 году население региона достигло 39 452 человек. Официальные данные переписей населения в регионе Аппер-Демерара-Бербис:
- 2012: 39 452 человека
- 2002: 41 112 человек
- 1991: 39 608 человек
- 1980: 38 641 человек

## Климат
Климат района Аппер-Демерара-Бербис — субэкваториальный. На побережье среднемесячные температуры не превышают 26–27,5 °С. В год выпадает 2000–2500 мм осадков, в основном с середины апреля до середины августа (с пиком в июне) и с середины ноября до конца января (с пиком в декабре). Во внутренних областях преобладает более жаркая погода (до 30 °С), осадков около 1500 мм в год, влажный сезон длится с мая по август. 